# Dolichopeza dira
Dolichopeza dira är en tvåvingeart som beskrevs av Alexander 1937. Dolichopeza dira ingår i släktet Dolichopeza och familjen storharkrankar. Inga underarter finns listade i Catalogue of Life.